# West Ham
West Ham este o suburbie din cadrul regiunii Londra Mare, Anglia, situată în estul aglomerației londoneze. West Ham aparține din punct de vedere administrativ de burgul londonez Newham. 